# Шандро Мирослава Іванівна
Миросла́ва-Ольга Іва́нівна Копачу́к, у першому шлюбі Борода́й, у другому Ша́ндро (рум. Miroslava-Olga Șandru * 16 травня 1916 — † 25 березня 1983) — українська фольклористка та етнографка у Румунії. Збирачка гуцульського фольклору, популяризаторка гуцульської вишивки.

## Життєпис
Народилася 16 травня 1916 року в селі Стерче (нині Глибоцького району) в родині вчителів. Дитинство пройшло в селі Берегомет над Серетом (нині селище міського типу Вижницького району Чернівецької області). 1936 року закінчила Чернівецьку вчительську семінарію. Вчителювала в Берегометі. Була одружена з поетом Харитоном Бородаєм.
Від 1944 року жила в Румунії. Вчителювала в школах сіл Киндешти, Рожешти та інші Ботошанського повіту. Останні 20 років учителювала в школі села Нісіпіту Сучавського повіту.

## Праці
Мирослава Шандро була відомою збирачкою гуцульського фольклору. При житті видала в Румунії дві книги:
- збірка гуцульських пісень «Ой ковала зозулечка» (1974),
- збірка «Співаночки мої любі» (1977).

2007 року видавничий дім «Букрек» (Чернівці) видав книгу «Гуцульські вишивки». Вона містить рідкісні ілюстрації зразків гуцульської вишивки другої половини 20 століття, зібрані науковицею, популяризаторкою цього ужиткового мистецтва Мирославою Шандро. Вього подано 224 взірці вишивки з різними орнаментальними композиціями й технікою виконання.

## Електронні джерела
- Гуцульські вишивки
- Мирослава Шандро: «Гуцульські вишивки» [Архівовано 16 серпня 2012 у Wayback Machine.]

| українська персоналія | Це незавершена стаття про особу, що має стосунок до України. Ви можете допомогти проєкту, виправивши або дописавши її. |